# Labbeck
Labbeck, bis 1969 eine eigenständige Gemeinde zuletzt im Amt Sonsbeck und dem Kreis Moers, ist heute ein Ortsteil und eine der drei amtlichen Ortschaften der nordrhein-westfälischen Gemeinde Sonsbeck im Kreis Wesel.

## Geographie

Lage des Ortsteils Labbeck in Sonsbeck

Labbeck liegt im Norden der Gemeinde Sonsbeck in der Sonsbecker Schweiz. Rund um die Marienkirche hat sich im 20. Jahrhundert eine geschlossene dörfliche Bebauung entwickelt, während die beiden Siedlungsbereiche Balberg und Hammerbruch Streusiedlungen ohne eigentlichen Dorfkern sind.

## Geschichte

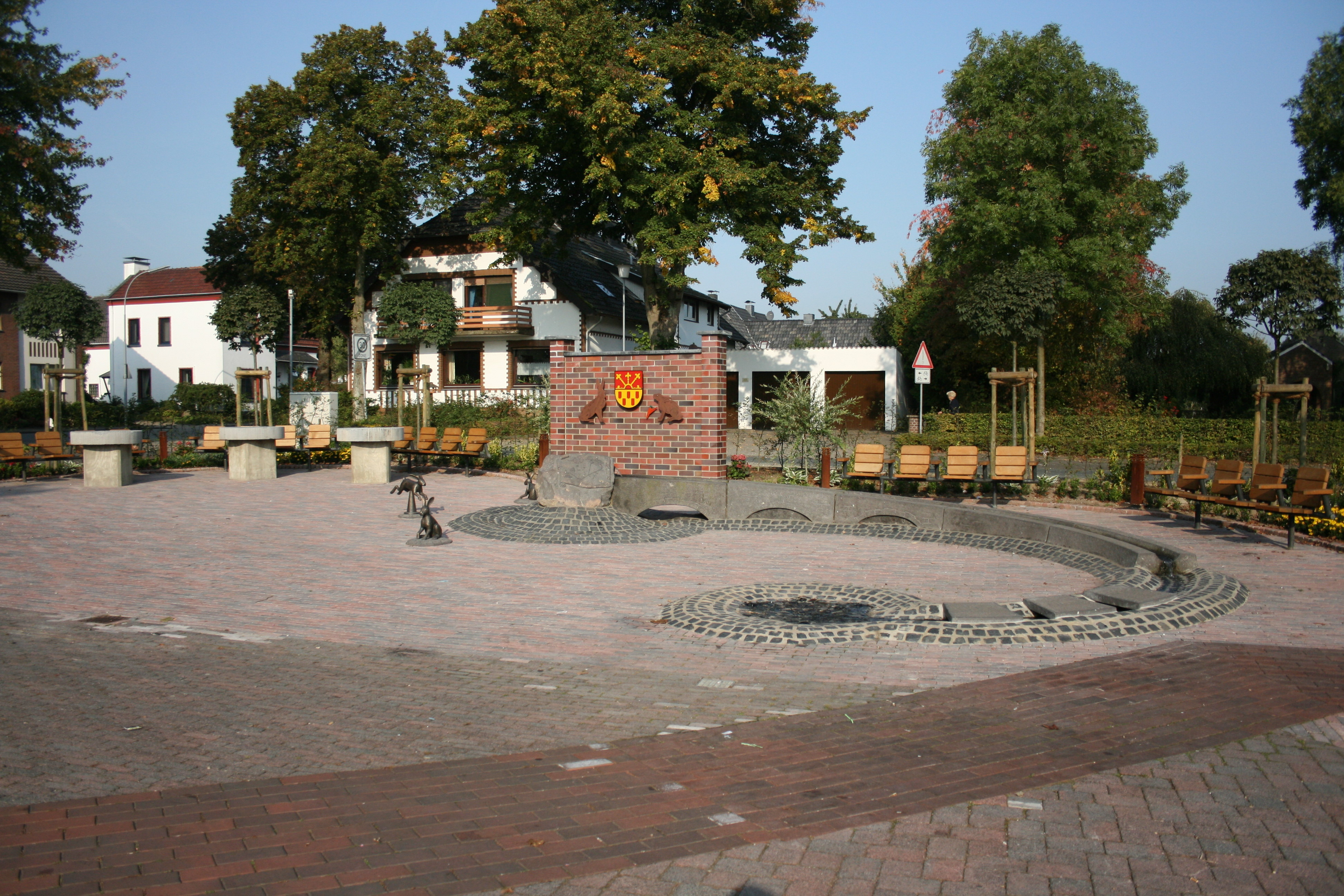
Der Dorfplatz von Labbeck

Labbeck gehörte ursprünglich zum Herzogtum Kleve. Während der Franzosenzeit am Anfang des 19. Jahrhunderts wurde im Kanton Xanten des Arrondissements Kleve im Departement Rur die Mairie Labbeck eingerichtet. Sie umfasste die drei kleinen Ortschaften Balberg, Hammerbruch und Labbeck. Nachdem das Rheinland 1815 an Preußen gefallen war, wurde aus der Mairie Labbeck die Bürgermeisterei bzw. die Landgemeinde Labbeck, die zunächst zum Kreis Rheinberg, dann seit 1823 zum Kreis Geldern und seit 1857 zum Kreis Moers gehörte. Seit 1935 gehörte die Gemeinde Labbeck zum Amt Sonsbeck.
Am 1. Juli 1969 wurde die Gemeinde Labbeck durch das Gesetz zur Neugliederung von Gemeinden des Landkreises Moers zusammen mit der Gemeinde Hamb in die Gemeinde Sonsbeck eingegliedert.

## Politik

### Wappen, Siegel und Banner
Die Gemeinde Labbeck führte bis zu ihrer Eingemeindung ein Wappen, ein Siegel sowie eine Banner. Das Wappen wurde der Gemeinde am 24. September 1959 verliehen. Zur selben Zeit dürften auch die anderen Hoheitszeichen genehmigt worden sein.

Wappen

Wappen Blasonierung: In rot über golden (gelb) geteiltem Schilde oben eine halbe goldene Lilienhaspel, unten in Gold (Gelb) fünf, 3:2, rote Schindeln.
Bedeutung: Das Wappen basiert auf einem Schöffensiegel um 1400. Die goldene Lilienhaspel weist auf die frühere Zugehörigkeit zum Herzogtum Kleve hin. Der Grund für die Schindeln im unteren Teil des Wappens ist bisher ungeklärt.
Siegel Das Siegel der ehemaligen Gemeinde Labbeck basiert auf dem Wappen Labbeck und ist mit dem Schriftzug „Gemeinde Labbeck“ umrundet, wobei das Wort "Gemeinde" oben im Siegel steht und das Wort "Labbeck" unten. Die beiden Wörter werden hierbei durch zwei heraldische Kreuze getrennt.
Banner Das Banner der ehemaligen Gemeinde Labbeck gleicht dem Wappen: Das Tuch ist geteilt in oben rot und unten gelb. Auf dem roten Teil liegt eine gelbe Lilienhaspel und auf dem gelben Teil fünf 3:2 stehende rote Schindeln.

## Einwohnerentwicklung
| Jahr | Einwohner | Quelle |
| ---- | --------- | ------ |
| 1835 | 1656      | [ 5 ]  |
| 1864 | 1736      | [ 6 ]  |
| 1885 | 1682      | [ 7 ]  |
| 1910 | 1960      | [ 8 ]  |
| 1925 | 1982      | [ 9 ]  |
| 1939 | 1922      | [ 10 ] |

## Baudenkmäler
Baudenkmäler in Labbeck sind die Windmühle am Mühlenberg, die Katstelle Elbers, das alte Backhaus in der Balberger Straße 71, der Labbecker Friedhof, das Forsthaus Hasenacker, der Pauhof, die Katholische Kirche St. Marien mit dem Pfarrhaus und Pfarrheim, der Voigtshof, das Gut Sandfurth, der ehemalige Jüdische Friedhof und der Raymakershof.

## Infrastruktur
Durch das Gebiet von Labbeck führte eine von den Römern erbaute Wasserleitung, die Wasser aus dem Tüschenwald zur Colonia Ulpia Traiana auf dem Gebiet des heutigen Xanten beförderte. Labbeck besaß seit 1884 einen Bahnhof an der Boxteler Bahn. Bahnstrecke und Bahnhof wurden 1945 durch Kriegseinwirkungen zerstört.
In Labbeck ist ein Löschzug der Freiwilligen Feuerwehr Sonsbeck stationiert.

## Kultur
Ein Träger des lokalen Brauchtums ist die St. Hubertus Schützenbruderschaft 1863 Labbeck.